# Łukasz Mirski
Łukasz Mirski herbu Białynia Odmienna (zm. ok. 1622 roku) – poseł na sejm 1600 roku, członek rodu Mirskich.